# Kristen Miller
Kristen Miller (* 20. August 1976 in Manhattan Beach, Kalifornien; gebürtig Kristen Elizabeth Miller) ist eine US-amerikanische Schauspielerin.

## Leben und Karriere
Millers Mutter arbeitete als Choreografin. Miller debütierte in einer Folge der Fernsehserie Saved by the Bell: The New Class aus dem Jahr 1995. Von 1997 bis 1999 trat sie in der Fernsehserie USA High auf. Im deutschen Thriller Swimming Pool – Der Tod feiert mit spielte sie eine der größeren Rollen. Von 2002 bis 2004 übernahm sie neben Natasha Henstridge eine der drei Hauptrollen in der Action-Fernsehserie She Spies – Drei Ladies Undercover. 2005 folgte eine der Hauptrollen – neben Casper Van Dien – im für das Fernsehen produzierten Actionfilm The Fallen Ones.

## Filmografie
- 1995: Saved by the Bell: The New Class (Fernsehserie, 1 Folge)
- 1996: Silver Girls (Fernsehserie, 1 Folge)
- 1996: Malibu Beach (Fernsehserie, 3 Folgen)
- 1997: Bad Cops – Rache ohne Gefühle (Dog Watch)
- 1997–1999: USA High (Fernsehserie, 49 Folgen)
- 1999–2000: Malibu, CA (Fernsehserie, 2 Folgen)
- 2000: Son of the Beach (Fernsehserie, 1 Folge)
- 2000: Sex oder stirb! (Cherry Falls)
- 2000: City Guys (Fernsehserie, 1 Folge)
- 2001: Hier kommt Bush! (That’s My Bush!, Fernsehserie, 8 Folgen)
- 2001: Swimming Pool – Der Tod feiert mit
- 2001: Men, Women & Dogs (Fernsehserie, 1 Folge)
- 2001: Off Centre (Fernsehserie, 1 Folge)
- 2002: Man of the Year
- 2002: Reality Check
- 2002–2004: She Spies – Drei Ladies Undercover (She Spies, Fernsehserie, 40 Folgen)
- 2003: No Place Like Home
- 2003: Operator’s Side (VS, Stimme)
- 2004: Charmed – Zauberhafte Hexen (Charmed, Fernsehserie, 1 Folge)
- 2004: Team America: World Police (Stimme)
- 2005: Two and a Half Men (Fernsehserie, 1 Folge)
- 2005: The Fallen Ones
- 2005: Joey (Fernsehserie, 2 Folgen)
- 2005: Weiblich, ledig, jung sucht… 2 (Single White Female 2: The Psycho)
- 2005: Hot Properties – Gut gebaut und noch zu haben (Hot Properties, Fernsehserie, 1 Folge)
- 2005: Out of Practice – Doktor, Single sucht … (Out of Practice, Fernsehserie, 1 Folge)
- 2006: All In – Pokerface (All In)
- 2006: Living High – Was für ein Trip! (Puff, Puff, Pass)
- 2007: I Hate My 30’s (Fernsehserie, 1 Folge)
- 2008: Las Vegas (Fernsehserie, 1 Folge)
- 2009: 90210 (Fernsehserie, 1 Folge)
- 2009: The Condom Killer (Kurzfilm)
- 2010: Life’s a Beach
- 2011: Ein Hund rettet Halloween (The Dog Who Saved Halloween)
- 2011: Dexter (Fernsehserie, 1 Folge)
- 2012: Mad Men (Fernsehserie, 1 Folge)
- 2012: Castle (Fernsehserie, 1 Folge)
- 2012: Wedding Band (Fernsehserie, 1 Folge)
- 2013: The Glades (Fernsehserie, 1 Folge)
- 2013: Jon and Jen Are Married (Fernsehserie, 3 Folgen)
- 2014: A Christmas Mistery
- 2015: Ein Mann für Valentine
- 2017: Eliza Shermans Revenge
- 2019: Gods of Medicin (Fernsehserie, 3 Folgen)